# Чеджу (провінція)
Прові́нція Чеджу (кор. 제주도, чедж. 제주도; МФА: [tɕe.dʑu.do], Че-джу-до), офіційна назва Особлива автономна провінція Чеджу (кор. 제주특별자치도, Чеджу тхикпьол чачхідо; чедж. 제주특벨ᄌᆞ치도) — провінція Республіки Корея. Розташована на островах Чеджу й Мала на південь від Корейського півострова в Жовтому морі, на півдні Республіки.

## Культура
Зважаючи на відносну ізоляцію острова, культура Чеджу відрізняється від культури континентальної частини Кореї. Найвідоміший культурний артефакт це знамениті харубани (кор. 돌 하르방, чедж. 하르방 — дол-гареубанґ, харубанґ, тобто кам'яний дід) вирізані з базальтової лави.
Інший аспект життя мешканців Чеджу — це матріархальна структура сім'ї. Поширена здебільшого в прибережних районах Удо і Мара, і менш поширена в інших частинах острова. Найяскравіший приклад такої структури — це хеньо (кор. 해녀, «жінка моря»), які є головами своїх сімей. Вони заробляють на життя, пірнаючи на велику глибину без акваланга для збору молюсків, морських їжаків та інших продуктів моря.